# Парк «Погулянка»
Лісопа́рк «Погуля́нка» — зелена зона (лісопарк) у Личаківському районі Львова. Парк розташований між вулицями Пасічною, Вашингтона, Зеленою та місцевістю Погулянка; північна частина парку межує з Ботанічним садом Львівського університету.
Центральною віссю парку є потік Пасіка (витік річки Полтва) й алея, що веде від вулиці Погулянка до вулиці Пасічної та Вашингтона.
У паркових насадженнях переважають бук, граб звичайний, сосна, анемона дібровна, трапляється метасеквоя китайська, береза, клен, ясен, дуб, вільха чорна, туя, верба, ялина тощо.

## Історія
У XVII столітті нинішня Погулянка була частиною так званої Аттельмаєрівської Пасіки — заміських ланів, на котрих бурмістр Львова Ян Аттельмаєр поселив селян-орендарів. Першими свій маєток тут збудувала родина Деймів. Після них ці землі декілька разів змінювали власників, допоки на початку XIX століття ближчу до міста частину ланів не придбав відомий львівський адвокат Францішек Венґлінський. Він теж збудував тут маєток. Він, великий любитель розваг, в оточеній гарним лісом садибі влаштовував гучні забави, запрошуючи на них своїх друзів, серед яких було чимало представників львівської інтелігенції, зокрема, акторів та літераторів. Саме завдяки Венґлінському ця місцина стає прогулянковим парком, а прилеглу до маєтку територію було названо на його честь — «Лісок Венґлінського».
У 1821 році Погулянку придбав ресторатор Йоган Дістль та висадив тут парк.
У середині XIX століття ці землі перейшли у власність Яна Кляйна. Новий господар упорядкував ділянку, осушив став та збудував на його місці броварню. Довгі роки пиво Кляйна вважалося найкращим у Львові. Ресторан на Погулянці славився смаженими курчатами та варениками зі сметаною, а в літньому павільйоні цукерні Майсона любителі відпочинку на природі пригощалися вишуканим морозивом різних ґатунків.
На початку XX століття Погулянка дещо втратила свою колишню привабливість через появу промислових об'єктів і початком спекулятивної забудови околиць. Під час Першої світової війни парк повністю здичавів, стежки позаростали, буковий ліс порубано на дрова.
Після приходу радянської влади, у 1940 році розпочато роботи по створенню міського парку культури та відпочинку «Погулянка». Тоді розпочалися роботи з розчищення та впорядкування території паркового масиву, з'явилися водойми уздовж головної алеї. Але всі плани подальших робіт у парку обірвав початок війни. Натомість тут почав діяти зоопарк, в котрому можна було побачити навіть таких екзотичних тварин, як, наприклад, зебру. За період німецької окупації роботи в парку зупинилися, але по війні поновилися.
1962 року розроблено проєкт лісопарку «Погулянка», який реалізовувався упродовж декількох наступних років.
У 1984 році на території лісопарку збудований величезний Палац піонерів, що у 1991 році перейменований на Центр творчості дітей та юнацтва Галичини.
1989 року парком Погулянка проклали асфальтовану доріжку, а три ставочки, через які тече потік Пасіка, обклали камінням та бетоном. Також було розроблено проєкт освітлення паркової алеї, встановлено ліхтарі.
У межах парку Погулянка на початку XXI століття залишилися два хутори; один з них має адресу — вул. Пасічна, 86-а і 88-а, а інший — вул. Вахнянина, 39, розташований у глибині парку поблизу колишнього костелу вірменських черниць-бенедиктинок, збудованого у 1897 році. Нині храм належить парафії Матері Божої Неустанної Помочі УГКЦ. Його відвідує кільканадцять людей, здебільшого це мешканці прилеглого хутору.
Сьогодні «Погулянка» — це лісопарк з упорядкованою центральною алеєю і ставами вздовж неї. Для львів'ян лісопарк став одним з улюблених місць для пікніків. До «Погулянки» можна дістатися трамваєм № 1, кінцева зупинка якого розташована неподалік від головного входу в лісопарк.
До 1 січня 2025 року планують облаштувати вхідну групу до лісопарку «Погулянка» на вул. Жасминовій. Відповідне рішення прийняли під час засідання виконавчого комітету Львівської міської ради 17 вересня 2024 року. Витрати, пов'язані з проведенням робіт щодо облаштування простору поклали на ТзОВ «Бізнес Естейт».

## Галерея

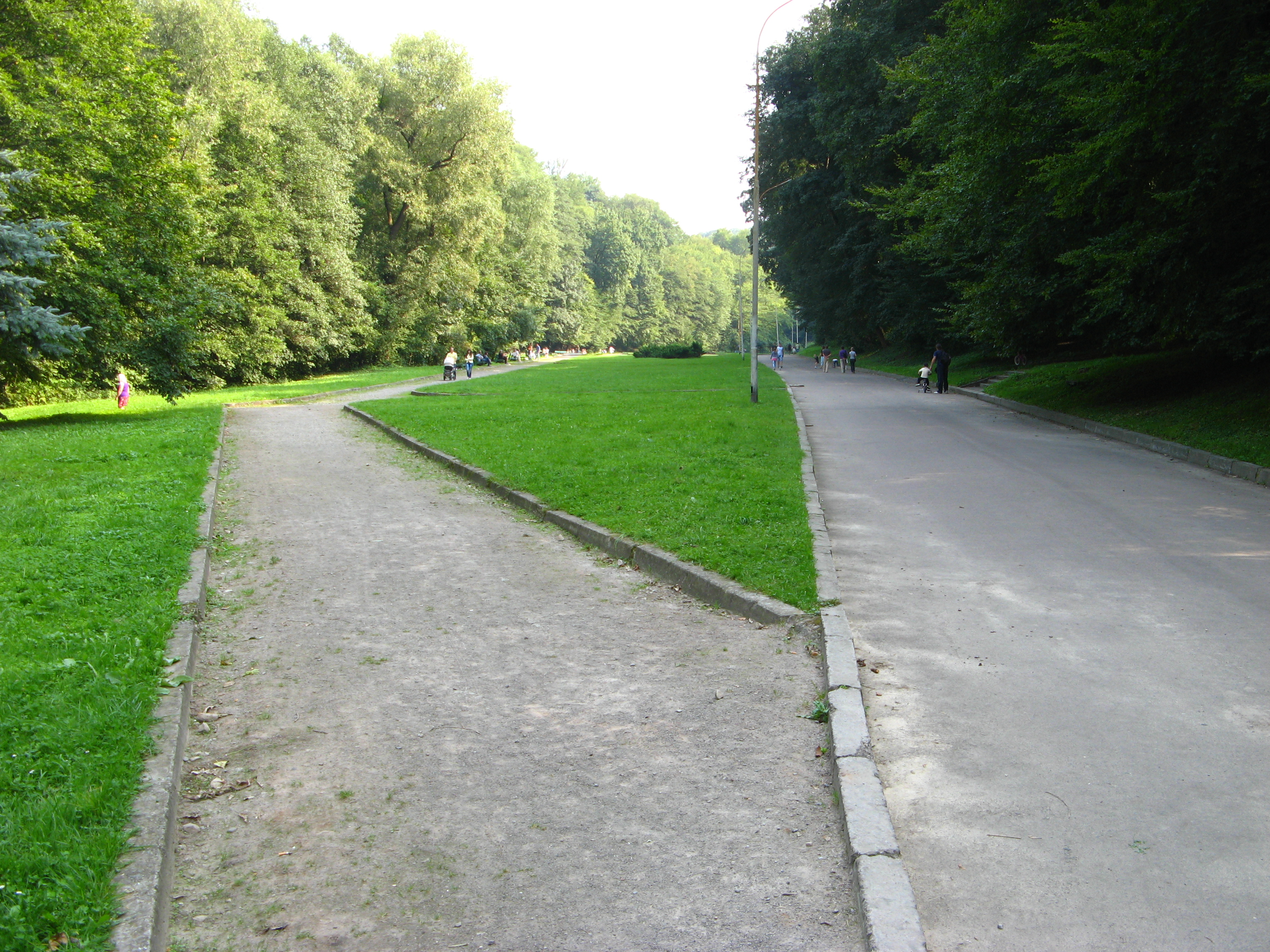
Центральна алея
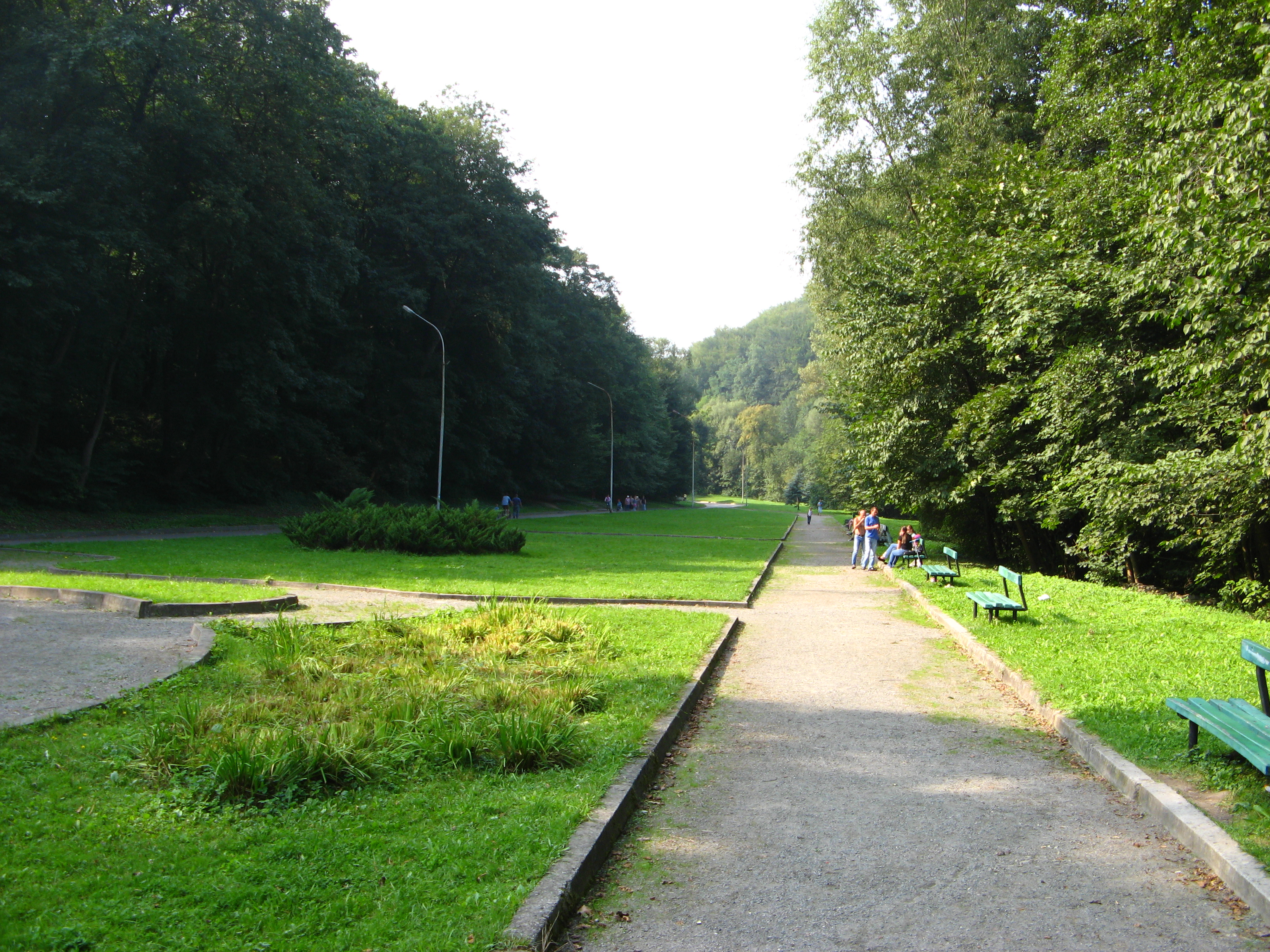
Бічна алея
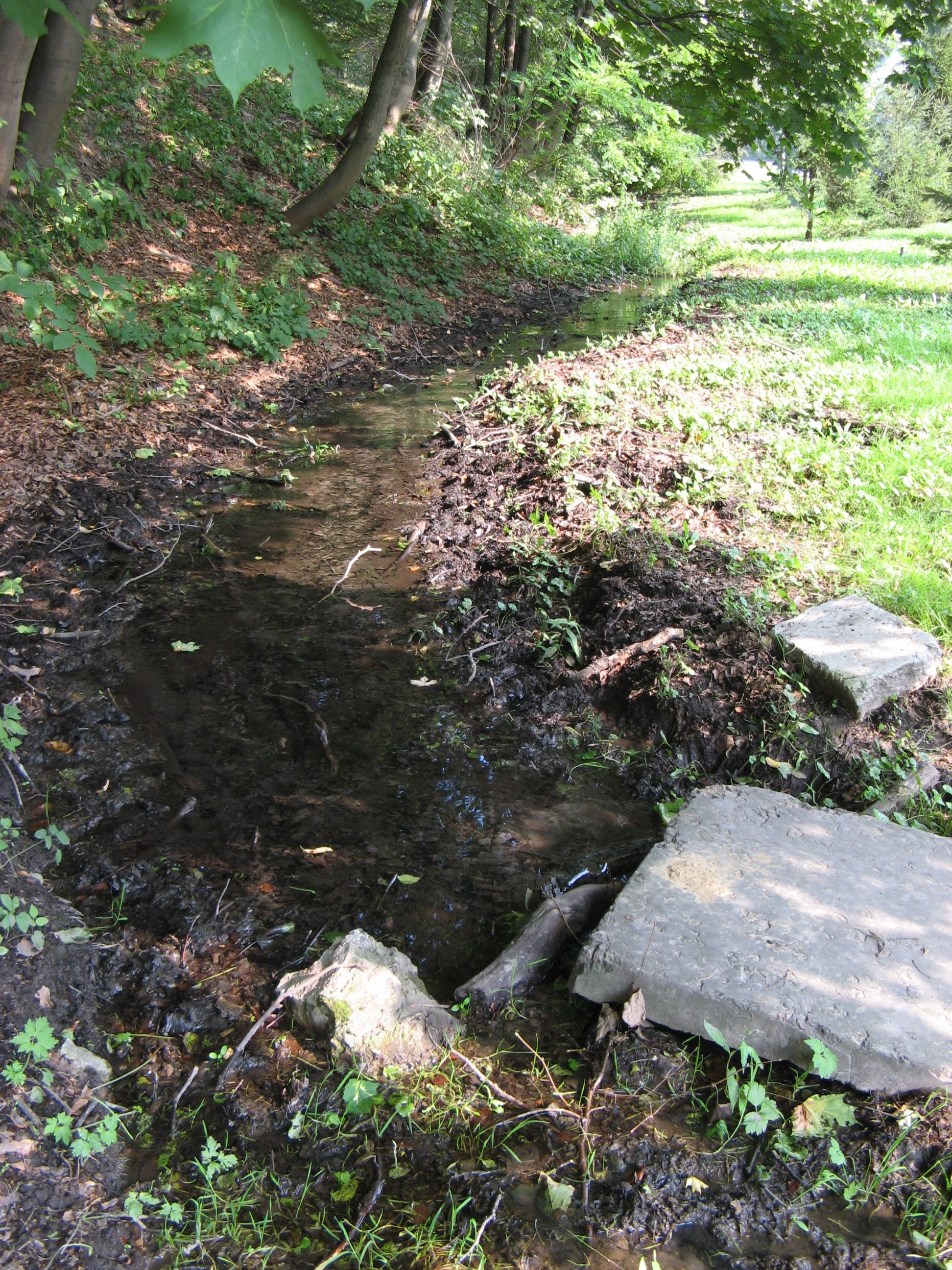
Місце, де потік Пасіка (витік річки Полтви) ховається під землю
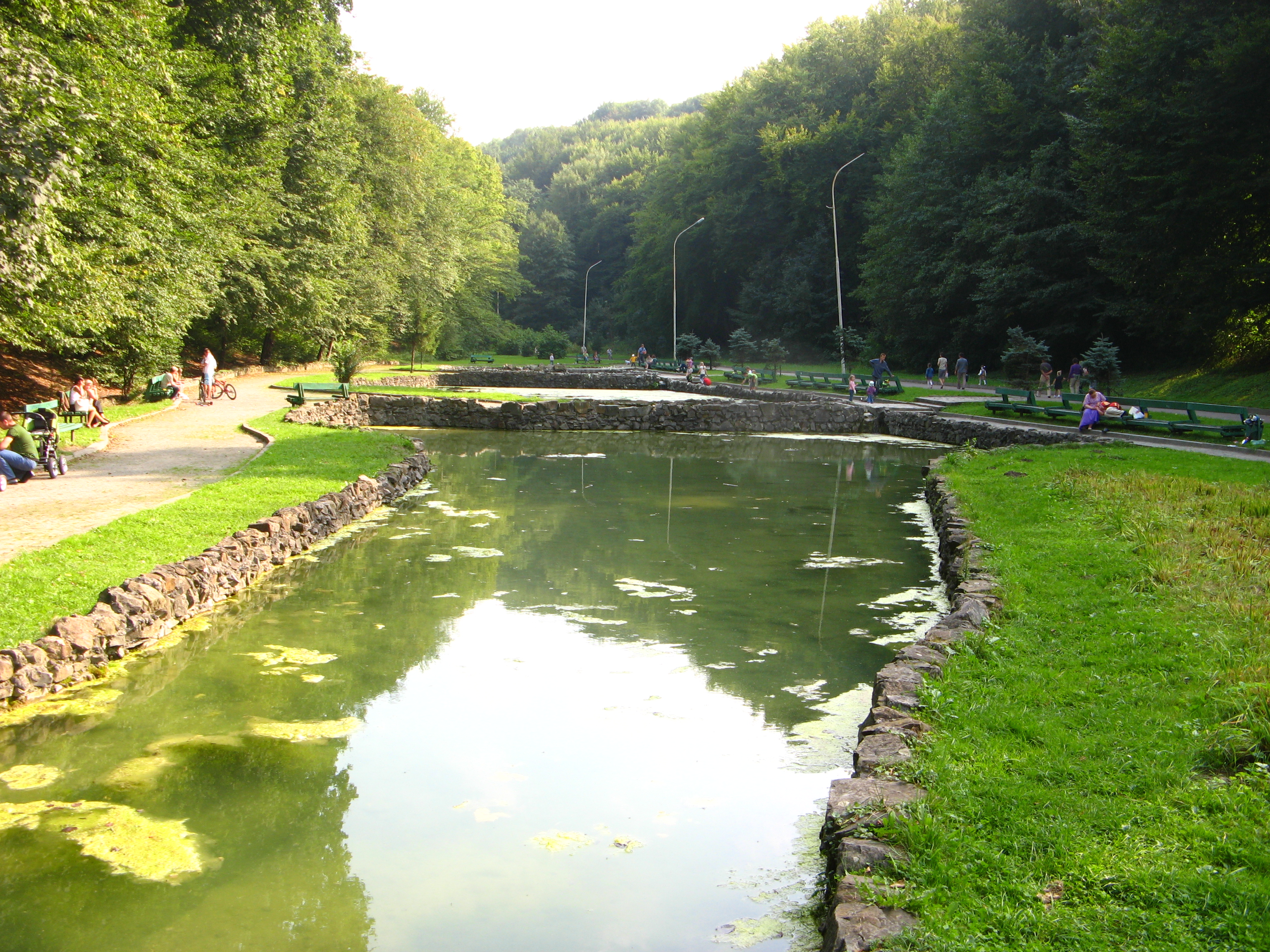
Каскад ставів
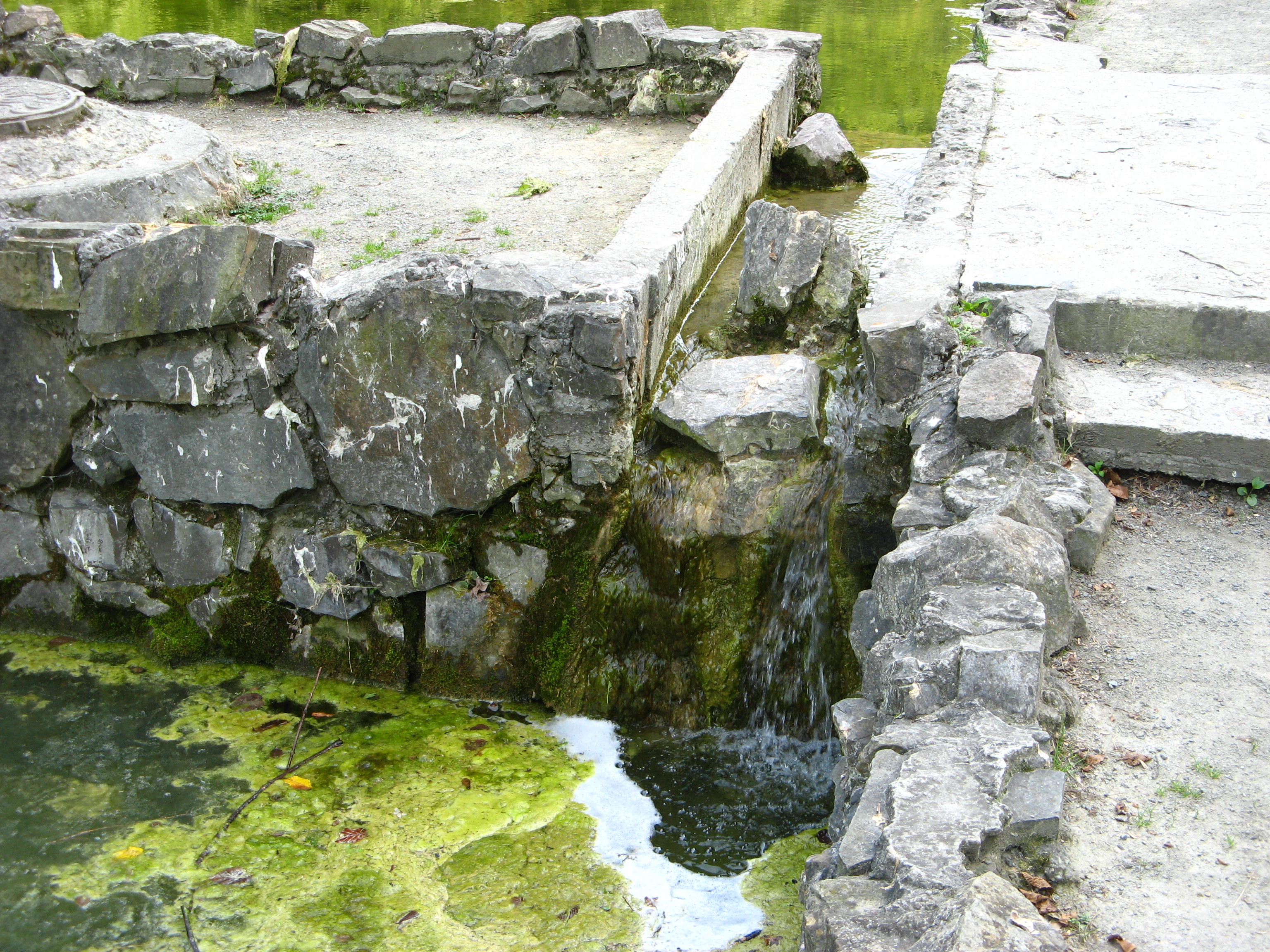
Штучний водоспадик між ставами
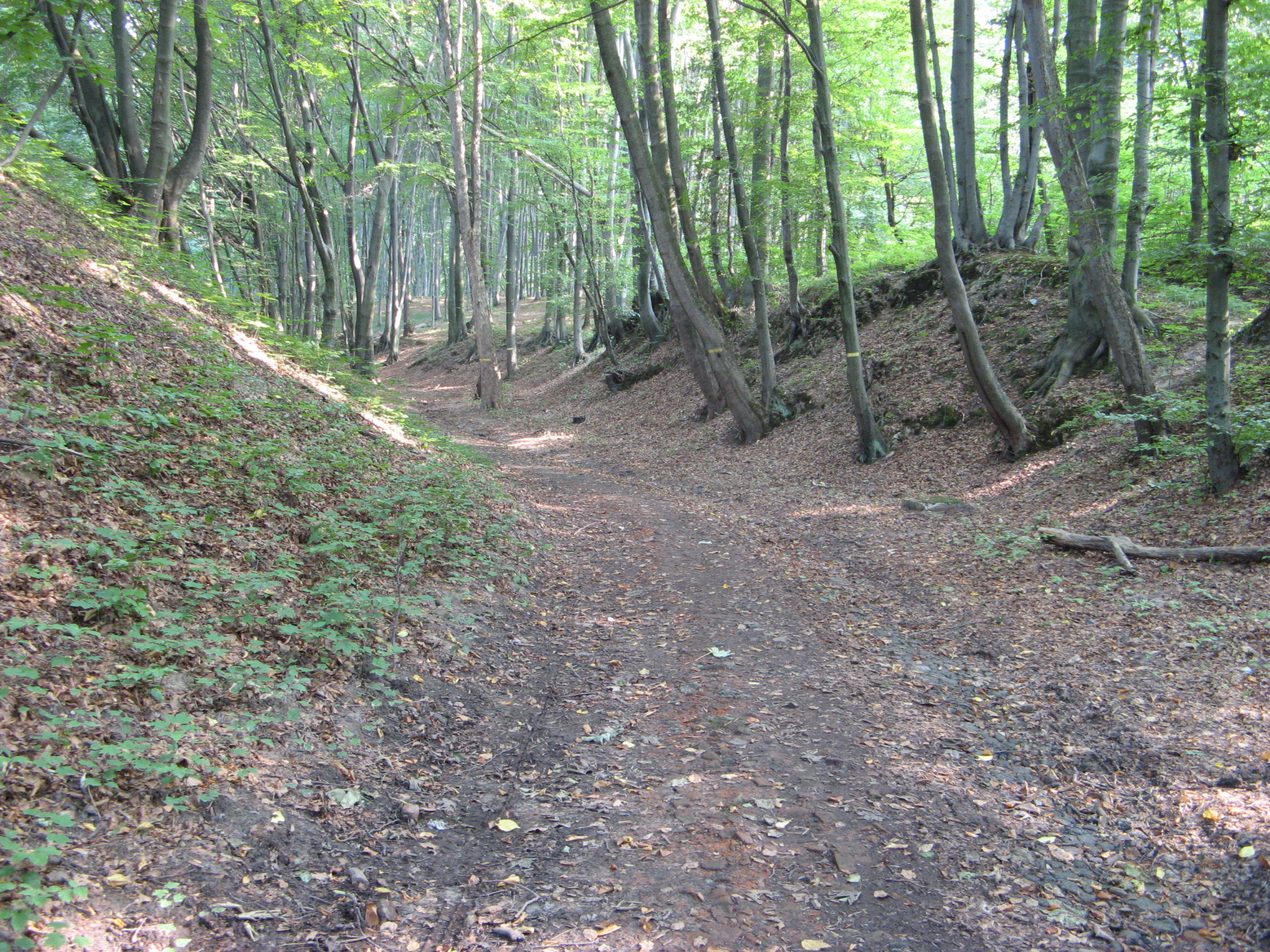
Пагорби Погулянки
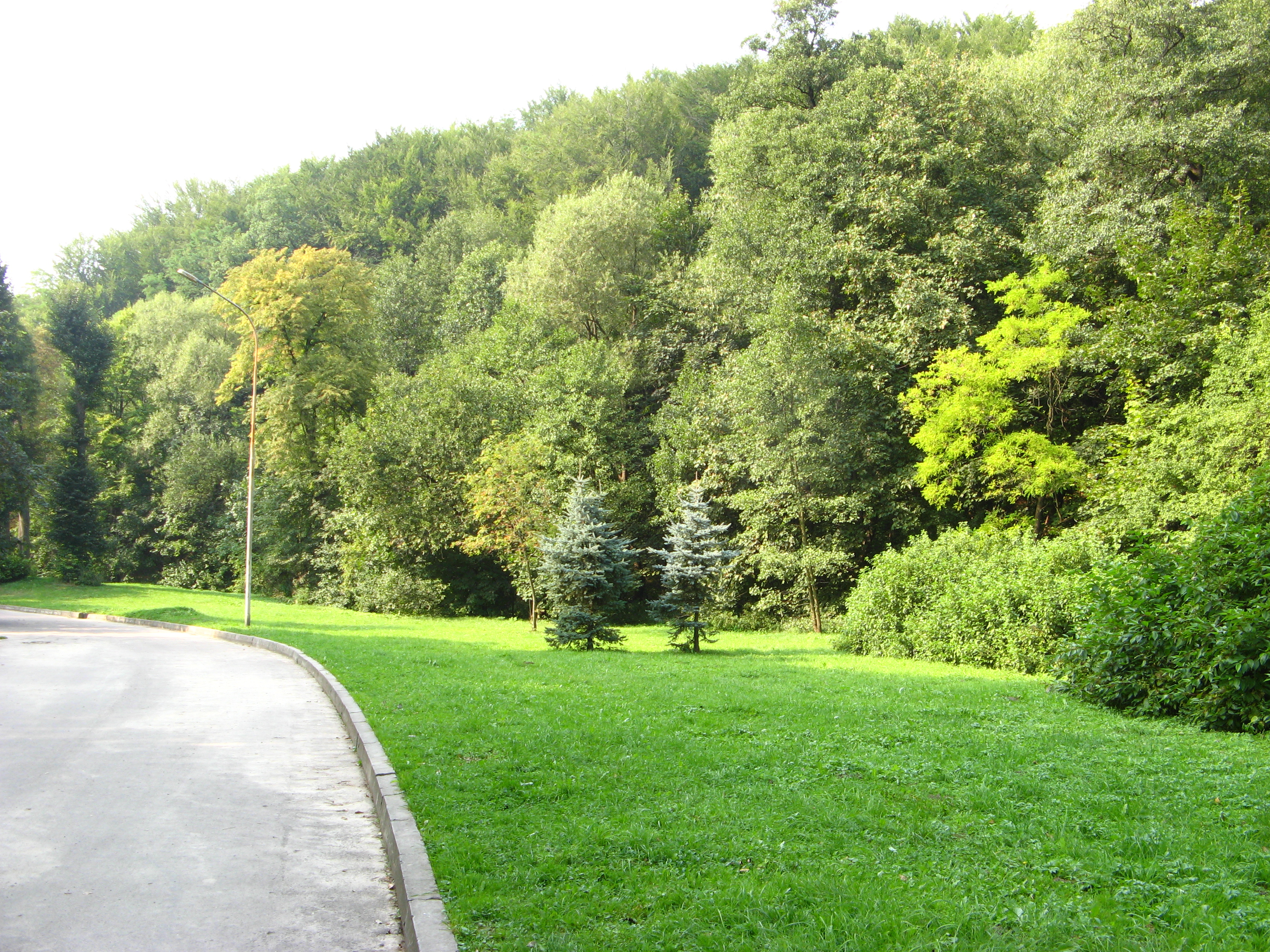
Західна частина лісопарку
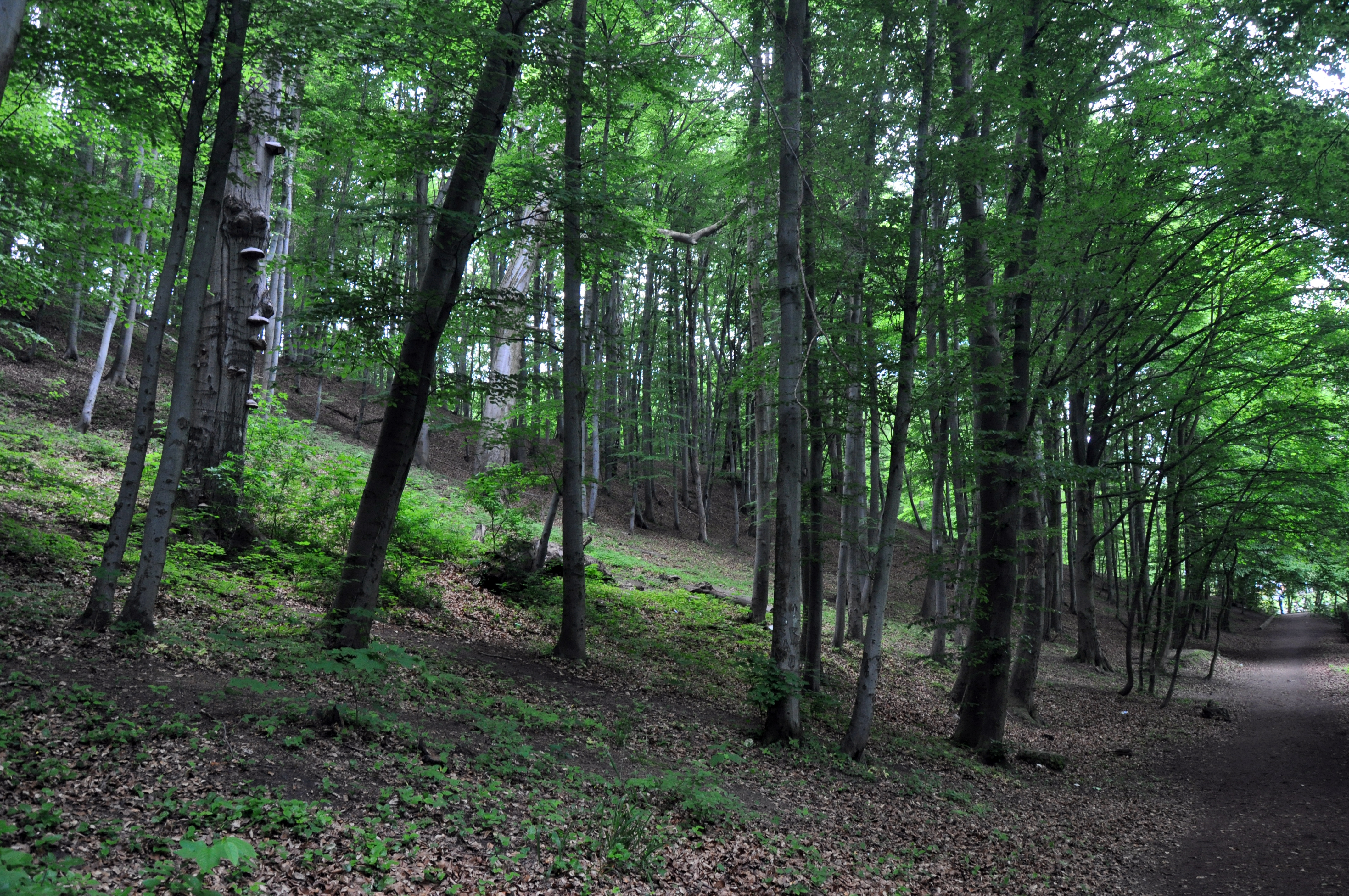
Паркові схили
Костел вірменських черниць-бенедиктинок (1897)